# Шевченко (Мартукский район)
Шевченко (каз. Шевченко) — село в Мартукском районе Актюбинской области Казахстана. Входит в состав Кызылжарского сельского округа. Код КАТО — 154647300.

## Население
В 1999 году население села составляло 520 человек (252 мужчины и 268 женщин). По данным переписи 2009 года в селе проживало 289 человек (140 мужчин и 149 женщин).